# Rivière-Salée
Rivière-Salée – miasto na Martynice (departament zamorski Francji); 16 200 mieszkańców (2006). Przemysł spożywczy.